# AB Lomma tegelfabrik
AB Lomma tegelfabrik var ett tegelbruk i Lomma, som anlades på östra sidan av Höje å omkring 1880 av Ola Nilsson och som blev aktiebolag år 1887. Riksdagsmannen P. Lundsten var en stor ägare. År 1890 tillverkade 83 arbetare 4,5 miljoner tegel till ett värde av 77.000:-. Företaget sysslade även med att mura upp industriskorstenar. Åren 1895-1911 uppfördes 196 industriskorstenar, den högsta 65 meter.
Tegelbruket hade två ringugnar innan det fick tunnelugn. Tegelbruket blev berömt för sitt gula och gulgröna fasadtegel. Exempel på byggnader uppförda av detta tegel är Posthuset, stadsteatern, sjöfartsmuseet och konstmuseet alla i Göteborg. Tegelbruket hade en egen lastplats vid järnvägen åren 1894–1937. Tegelbruket lades ner år 1975.
År 1916 slogs tegelbruket, som då hade ett aktiekapital på 200.000:-, samman med två andra tegelbruk:
- Anders Svenssons tegelbruk, anlagt år 1874 och som drevs av Anders Svensson från 1882. Det hade 1888 106 anställda och tillvetkade fem miljoner tegel år 1890.[2] År 1897 omändrat till AB Anders Svenssons tegelfabrik. Aktiekapitalet år 1912 var 650.000:-. Två ringugnar.
- Oskarsfrids tegelbruk, anlagt i början av 1890-talet av Oskar Söderström. Det ombildades till Tegelfabriks aktiebolaget Oskarsfrid 1896 och skaffade ringugn år 1897, det hade 34 anställda 1898 och var ett av de första tegelbruken i Sverige med spårgående skopelevator i lertaget.[3] Hade 51 arbetare år 1925.[4] Det lades ned 1956. Detta tegelbruk tillverkade gult radialtegel för fabriksskorstenar, taktegel, även glaserat samt håltegel system Bremer för armerade bjälklag. Aktiekapitalet var 1912 100.000:-.

År 1938 hade de tre tegelbruken i Lomma sammanlagt fem ringugnar i drift och tillverkade 7,6 miljoner tegel. 
Senare kom även ytterligare två tegelbruk att ingå i AB Lomma tegelfabrik:
- Östra Grevie Tegelbruk, anlagt år 1899, övertaget av AB Lomma tegelfabrik 1922
- Åkarps tegelbruk. Detta tegelbruk ägdes 1877 av Per Andersson[6] och blev inköpt år 1882 av P.Lundsten (före detta tegelmästare vid cementbolagets tegelbruk i Lomma, senare riksdagsman) och nedlagt 1946.

Sveriges första lockout inträffade 15 mars–8 april 1889. Fyra företag i Lomma var inblandade, däribland AB Lomma tegelfabrik och Anders Svenssons tegelbruk.